# ちば遺産100選
ちば遺産100選（ちばいさんひゃくせん）は千葉県県民の誇りとし、またそれを継承していくべき伝統とその文化、文化遺産、自然遺産として2008年11月に3分野から選ばれた百選。

## 概要
2008年6月千葉県教育庁が候補の201件を挙げ、主に県民のインターネット投票を基に絞り込まれた。候補は8つの地域（ゾーン）に分け全体の投票数18,105票の中からそれぞれの地域で得票数の多かったものを、さらに県文化財保護審議会の意見をもとに100件選定された。伝統文化19件、文化遺産54件、自然遺産27件からなり『ふさの国の小さな旅』と題した旅行ガイドブックにも掲載される。

## 干潟の海岸と谷津田景観のゾーン
- 浅間神社の祭礼と神楽 - 千葉市；県指定（伝統文化）
- 下総三山の七年祭りと神楽 - 船橋市・習志野市・八千代市・千葉市；県指定（伝統文化）
- 加曽利貝塚 - 千葉市；国指定（文化遺産）
- 青木昆陽甘藷試作地 - 千葉市；県指定（文化遺産）
- 旧神谷伝兵衛稲毛別荘 - 千葉市；国登録（文化遺産）
- 中山法華経寺日蓮筆『立正安国論』 - 市川市；国宝（文化遺産）
- 中山法華経寺の伽藍 - 市川市；国指定（文化遺産）
- 大賀蓮 - 千葉市；県指定（自然遺産）
- 葛飾八幡宮の千本イチョウ - 市川市；国指定（自然遺産）
- 三番瀬と谷津干潟 -市川市・習志野市・船橋市（自然遺産）

## 利根川・江戸川と水運のゾーン
- 松戸の万作踊り - 松戸市；県指定（伝統文化）
- 野田のつく舞 - 野田市；県指定（伝統文化）
- 野田のばっぱか獅子舞 - 野田市；県指定（伝統文化）
- 幸田貝塚出土遺物 - 松戸市；国指定（文化遺産）
- 旧徳川家松戸戸定邸と庭園 -  松戸市；国指定（文化遺産）
- 野田の醤油生産と髙梨氏庭園 - 野田市；国指定（文化遺産）
- 北ノ作1・2号墳 - 柏市；県指定（文化遺産）
- 利根運河 - 流山市（文化遺産）
- 相馬郡衙正倉跡 - 我孫子市；県指定（文化遺産）
- 下総小金中野牧の捕込跡 - 松戸市・柏市・鎌ケ谷市・白井市；国指定（文化遺産）
- 浅間神社の極相林 - 松戸市；県指定（自然遺産）
- 手賀沼支流域の森林と水辺 - 柏市（自然遺産）
- 鎌ケ谷市内の社叢林、八幡春日神社と根頭神社の森（自然遺産）

## 印旛沼の恵みとニュータウンのゾーン
- 武術 立身流 - 佐倉市；県指定（伝統文化）
- 成田山新勝寺の伽藍 - 成田市；国指定（文化遺産）
- 南羽鳥中岫第1遺跡土坑出土遺物 - 成田市；国指定（文化遺産）
- 旧堀田家住宅と庭園 - 佐倉市；住宅：国・県指定（文化遺産）
- 旧川崎銀行佐倉支店 - 佐倉市；県指定（文化遺産）
- 鹿山文庫関係資料 - 佐倉市；県指定（文化遺産）
- 佐倉順天堂 - 佐倉市；県指定（文化遺産）
- 本佐倉城跡 - 酒々井町・佐倉市；国指定（文化遺産）
- 清戸の泉 - 白井市；県指定（文化遺産）
- 松虫寺の薬師如来（七仏薬師） - 印旛村；国指定（文化遺産）
- 龍角寺と銅造薬師如来坐像 - 栄町；国指定（文化遺産）
- 岩屋古墳と龍角寺古墳群 - 栄町・成田市；国指定（文化遺産）
- 麻賀多神社の森 - 成田市；県指定（自然遺産）
- 木下貝層 - 印西市；国指定（自然遺産）

## 香取の海と水郷、香取神宮・社叢林のゾーン
- 佐原の山車行事 - 香取市；国指定（伝統文化）
- 香取神宮の神幸祭とおらんだ楽隊 - 香取市；県指定（伝統文化）
- 武術 天真正伝香取神道流 - 香取市・成田市・酒々井町（伝統文化）
- 笹川の神楽 - 東庄町；県指定（伝統文化）
- 香取神宮の本殿と楼門 - 香取市；国指定（文化遺産）
- 香取神宮の海獣葡萄鏡 - 香取市；国宝（文化遺産）
- 良文貝塚の香炉型顔面付土器 - 香取市；県指定（文化遺産）
- 城山一号古墳の出土品 - 香取市；県指定（文化遺産）
- 伊能忠敬旧宅と遺品 - 香取市；国指定（文化遺産）
- 府馬の大クス - 香取市；国指定（自然遺産）
- 香取神宮の森 - 香取市；県指定（自然遺産）
- 神崎森・神崎の大クス - 神崎町神崎森・国指定（自然遺産）

## 九十九里浜と地曳網漁・水産産業のゾーン
- 九十九里地域の獅子と神楽 鎌数の神楽（旭市；県指定）、北之幸谷の獅子舞（東金市；県指定）、永田旭連の獅子舞（大網白里市）（伝統文化）
- 九十九里大漁節 - 九十九里町；県指定（伝統文化）
- 横芝光町広済寺の鬼来迎 - 横芝光町；国指定（伝統文化）
- 常灯寺の木造薬師如来坐像 - 銚子市；国指定（文化遺産）
- 粟島台遺跡出土の椰子の実容器と琥珀 - 銚子市（文化遺産）
- 大原幽学遺跡旧宅・墓および宅地耕地地割 - 旭市；国指定（文化遺産）
- 飯高檀林跡 - 匝瑳市；講堂・鐘楼・鼓楼・総門：国指定（文化遺産）
- 宮谷県庁跡 - 大網白里市；県指定（文化遺産）
- 芝山古墳群と埴輪 - 芝山町・横芝光町；古墳群：国指定（文化遺産）
- 犬吠埼白亜紀浅海堆積物とアンモナイト化石 - 銚子市；国指定・県指定（自然遺産）
- 渡海神社の極相林 - 銚子市；県指定（自然遺産）
- 屏風ケ浦の地層と自然景観 - 銚子市（自然遺産）
- 食虫植物群落 - 東金市・山武市；国指定（自然遺産）
- 山武市のクマガイソウ - 山武市；県指定（自然遺産）

## 風光明媚な海山と古寺、城のゾーン
- 上総十二社祭り - 一宮町・睦沢町・長生村・茂原市・いすみ市（伝統文化）
- 妙楽寺の大日如来 - 睦沢町；県指定（文化遺産）
- 長柄横穴群 - 長柄町；国指定（文化遺産）
- 笠森寺観音堂 - 長南町；国指定（文化遺産）
- 渡辺家住宅 - 大多喜町；国指定（文化遺産）
- 大多喜藩初代藩主の本多忠勝像 - 大多喜町；県指定（文化遺産）
- 上総大多喜城本丸跡 - 大多喜町；県指定（文化遺産）
- ミヤコタナゴ - 千葉県内；国指定（自然遺産）
- 鶴枝ヒメハルゼミ発生地 - 茂原市；国指定（自然遺産）
- 太東海浜植物群落 - いすみ市；国指定（自然遺産）
- 笠森寺自然林 - 長南町；国指定（自然遺産）

## 黒潮と山の恵みのゾーン
- 安房やわたんまち - 館山市；県指定（伝統文化）
- 鴨川市吉保八幡のやぶさめ - 鴨川市；県指定（伝統文化）
- 白間津のオオマチ行事 - 南房総市；国指定（伝統文化）
- 那古寺観音堂・多宝塔および銅造千手観音立像 - 館山市；銅造千手観音立像：国指定（文化遺産）
- 館山市内の洞穴遺跡 大山寺洞穴・鉈切洞穴・安房神社洞窟遺跡 - 館山市；鉈切洞穴および安房神社洞窟遺跡：県指定，大寺山洞穴：市指定（文化遺産）
- 館山市内の戦争遺跡群 - 館山市；一部市指定（文化遺産）
- 里見氏関係城郭群 - 館山市・南房総市（文化遺産）
- 嶺岡山系の牧遺構 - 鴨川市（文化遺産）
- 波の伊八と後藤義光の宮彫り彫刻 - 鴨川市；県指定（文化遺産）
- 沼のサンゴ層[3] - 館山市；県指定（自然遺産）
- 清澄の大スギ - 鴨川市；国指定（自然遺産）
- 鴨川の枕状溶岩 - 鴨川市；県指定（自然遺産）

## 東京湾を望む上総丘陵のゾーン
- 中島の梵天立て - 木更津市；国記録選択（伝統文化）
- 上総掘り技術とその用具 - 袖ケ浦市・木更津市；国指定（伝統文化）
- 長須賀古墳群と出土遺物 - 木更津市；金鈴塚古墳出土遺物：国指定（文化遺産）
- 小櫃川流域の古墳時代前期前方後円墳 - 木更津市・君津市；白山神社古墳：県指定（文化遺産）
- 飯香岡八幡宮の社殿と宝物 - 市原市；本殿：県指定（文化遺産）
- 王賜銘鉄剣 - 市原市（文化遺産）
- 神門5号墳・神門3号出土遺物 - 市原市；県指定（文化遺産）
- 上総国分寺・尼寺と出土遺物 - 市原市；僧寺跡・尼寺跡：国指定（文化遺産）
- 姉崎古墳群 - 市原市；県指定（文化遺産）
- 内裏塚古墳群と出土遺物 - 富津市；内裏塚古墳：国指定（文化遺産）
- 三石山自然林 - 君津市；県指定（自然遺産）
- 高宕山のサル生息地 - 富津市；国指定（自然遺産）
- 竹岡のヒカリモ発生地 - 富津市；国指定（自然遺産）
- 大福山自然林 - 市原市；県指定（自然遺産）